# Ploceus ruweti
Ploceus ruweti là một loài chim trong họ Ploceidae.